# Suzano
Suzano är en stad och kommun i delstaten São Paulo i Brasilien. Staden ingår i São Paulos storstadsområde och hade år 2014 cirka 282 000 invånare i hela kommunen.

## Administrativ indelning
Kommunen var år 2010 indelad i tre distrikt:
- Boa Vista Paulista
- Palmeiras de São Paulo
- Suzano